# センチネル型カッター
センチネル型カッター（英語: Sentinel class cutter）は、アメリカ沿岸警備隊の153フィート型カッター。公称船型は即応カッター（Fast Response Cutter, FRC）。
本型は、沿岸警備隊の総合的近代化計画である統合ディープウォーター計画の一環として、現在49隻が運用されているアイランド型カッターの後継として開発された。当初は独自設計として開始されたが、2007年に計画が見直され、オランダのダーメン・グループが開発したダーメン・スタン4708型哨戒艇をベースとした案が採用された。
本型は、主兵装として、Mk.38 mod.2 25mm単装機銃を1基搭載する。これは、M242 ブッシュマスターをRWSと組み合わせたもので、運用等からRFSと同等のものであると推測される。また、船尾には小型のスリップウェイが設けられており、ここには7メートル級の高速複合艇であるSRP（短距離追跡艇）が収容され、高速航行時の揚収にも対応しているとされている。なお海上保安庁では、本型とほぼ同級であるあまみ型巡視船において、同様に高速型複合艇を運用するためのドックを装備したものの、その運用実績を評価した結果、後続のとから型巡視船では採用しなかったという経緯がある。
また、船体動揺の影響を最小限とするため居住区画は船体の中央部にまとめられているほか、微妙な操船を要求される状況に対応するため、船首部にはサイドスラスター（75kW / 161hp）が備えられている。
2008年9月、1番船がルイジアナ州のボリンジャー造船所に発注されており、2010年3月22日、この1番船は「バーナード・C・ウェバー」（Bernard C.Webber）と命名されることとなった。これは1952年にタンカー乗員救出に活躍した沿岸警備隊員の名前に由来しており、今後、本型には、顕著な働きを示した沿岸警備隊員の名前がつけられる予定である。2010年10月27日、沿岸警備隊は最初の14隻の命名予定を公表した。

## 同型艦
| #        | 艦名                                                          | 造船所             | 進水           | 就役           | 母港                                        | 現状   |
| -------- | ------------------------------------------------------------- | ------------------ | -------------- | -------------- | ------------------------------------------- | ------ |
| WPC-1101 | バーナード・C・ウェバー USCGC Bernard C. Webber               | ボリンジャー造船所 | 2011年4月21日  | 2012年4月14日  | フロリダ州 マイアミ                         | 就役中 |
| WPC-1102 | リチャード・エザリッジ USCGC Richard Etheridge                | ボリンジャー造船所 | 2011年8月19日  | 2012年8月3日   | フロリダ州 マイアミ                         | 就役中 |
| WPC-1103 | ウィリアム・フローレス USCGC William Flores                   | ボリンジャー造船所 | 2011年11月10日 | 2012年11月3日  | フロリダ州 マイアミ                         | 就役中 |
| WPC-1104 | ロバート・イェレッド USCGC Robert Yered                       | ボリンジャー造船所 | 2012年11月23日 | 2013年2月17日  | フロリダ州 マイアミ                         | 就役中 |
| WPC-1105 | マーガレット・ノーヴェル USCGC Margaret Norvell               | ボリンジャー造船所 | 2013年1月13日  | 2013年6月1日   | フロリダ州 マイアミ                         | 就役中 |
| WPC-1106 | ポール・クラーク USCGC Paul Clark                             | ボリンジャー造船所 | 2013年5月18日  | 2013年8月24日  | フロリダ州 マイアミ                         | 就役中 |
| WPC-1107 | チャールズ・デイヴィッド・ジュニア USCGC Charles David Jr.    | ボリンジャー造船所 | 2013年8月20日  | 2013年11月16日 | フロリダ州 キーウェスト                     | 就役中 |
| WPC-1108 | チャールズ・セクストン USCGC Charles Sexton                   | ボリンジャー造船所 | 2013年12月10日 | 2014年3月8日   | フロリダ州 キーウェスト                     | 就役中 |
| WPC-1109 | キャスリーン・ムーア USCGC Kathleen Moore                     | ボリンジャー造船所 | 2014年3月28日  | 2014年7月15日  | フロリダ州 キーウェスト                     | 就役中 |
| WPC-1110 | ジョセフ・ネイピア USCGC Joseph Napier                        | ボリンジャー造船所 | 2014年6月25日  | 2014年9月6日   | フロリダ州 キーウェスト                     | 就役中 |
| WPC-1111 | ウィリアム・トランプ USCGC William Trump                      | ボリンジャー造船所 | 2014年11月25日 | 2015年1月24日  | フロリダ州 キーウェスト                     | 就役中 |
| WPC-1112 | アイザック・メイヨー USCGC Isaac Mayo                         | ボリンジャー造船所 | 2015年1月13日  | 2015年3月28日  | フロリダ州 キーウェスト                     | 就役中 |
| WPC-1113 | リチャード・ディクソン USCGC Richard Dixon                    | ボリンジャー造船所 | 2015年4月14日  | 2015年6月20日  | プエルトリコ                                | 就役中 |
| WPC-1114 | ヘリベルト・ヘルナンド USCGC Heriberto Hernandez              | ボリンジャー造船所 | 2015年7月30日  | 2015年10月16日 | プエルトリコ                                | 就役中 |
| WPC-1115 | ジョセフ・ネイピア USCGC Joseph Napier                        | ボリンジャー造船所 | 2015年10月20日 | 2016年1月29日  | プエルトリコ                                | 就役中 |
| WPC-1116 | ウィンズロー・W・グリーザー USCGC Winslow W. Griesser         | ボリンジャー造船所 | 2015年12月28日 | 2016年3月11日  | プエルトリコ                                | 就役中 |
| WPC-1117 | ドナルド・ホースリー USCGC Donald Horsley                     | ボリンジャー造船所 | 2016年3月5日   | 2016年5月20日  | プエルトリコ                                | 就役中 |
| WPC-1118 | ジョセフ・テサーノス USCGC Joseph Tezanos                     | ボリンジャー造船所 | 2016年6月22日  | 2016年8月26日  | プエルトリコ                                | 就役中 |
| WPC-1119 | ローリン・A・フリッチ USCGC Rollin A. Fritch                  | ボリンジャー造船所 | 2016年8月23日  | 2016年11月19日 | ニュージャージー州 ケープメイ               | 就役中 |
| WPC-1120 | ローレンス・O・ローソン USCGC Lawrence O. Lawson              | ボリンジャー造船所 | 2016年10月20日 | 2017年3月18日  | ニュージャージー州 ケープメイ               | 就役中 |
| WPC-1121 | ジョン・F・マコーミック USCGC John F. McCormick               | ボリンジャー造船所 | 2016年12月13日 | 2017年4月12日  | アラスカ州 ケチカン                         | 就役中 |
| WPC-1122 | ベイリー・T・バルコ USCGC Bailey T. Barco                     | ボリンジャー造船所 | 2017年2月7日   | 2017年6月14日  | アラスカ州 ケチカン                         | 就役中 |
| WPC-1123 | ベンジャミン・B・デイリー USCGC Benjamin B. Dailey            | ボリンジャー造船所 | 2017年4月20日  | 2017年7月4日   | ミシシッピ州 パスカグーラ                   | 就役中 |
| WPC-1124 | オリヴァー・ベリー USCGC Oliver Berry                         | ボリンジャー造船所 | 2017年6月27日  | 2017年10月31日 | ハワイ州 ホノルル                           | 就役中 |
| WPC-1125 | ジェイコブ・L・A・ポルー USCGC Jacob L. A. Prodo              | ボリンジャー造船所 | 2017年9月5日   | 2017年12月9日  | ミシシッピ州 パスカグーラ                   | 就役中 |
| WPC-1126 | ジョセフ・ゲルザク USCGC Joseph Gerczak                       | ボリンジャー造船所 | 2017年11月9日  | 2018年3月9日   | ハワイ州 ホノルル                           | 就役中 |
| WPC-1127 | リチャード・スナイダー USCGC Richard Snyder                   | ボリンジャー造船所 | 2018年2月8日   | 2018年4月20日  | ノースカロライナ州 アトランティック・ビーチ | 就役中 |
| WPC-1128 | ネイサン・ブルッケンタール USCGC Nathan Bruckenthal           | ボリンジャー造船所 | 2018年3月29日  | 2018年7月25日  | ノースカロライナ州 アトランティック・ビーチ | 就役中 |
| WPC-1129 | フォレスト・レッドノアー USCGC Forrest Rednour                | ボリンジャー造船所 | 2018年6月7日   | 2018年11月9日  | カリフォルニア州 サンペドロ                 | 就役中 |
| WPC-1130 | ロバート・ウォード USCGC Robert Ward                          | ボリンジャー造船所 | 2018年8月21日  | 2019年3月2日   | カリフォルニア州 サンペドロ                 | 就役中 |
| WPC-1131 | テレル・ホーン USCGC Terrell Horne                            | ボリンジャー造船所 | 2018年10月25日 | 2019年3月22日  | カリフォルニア州 サンペドロ                 | 就役中 |
| WPC-1132 | ベンヤミン・A・ボトムス USCGC Benjamin A. Bottoms             | ボリンジャー造船所 | 2019年1月8日   | 2019年5月1日   | カリフォルニア州 サンペドロ                 | 就役中 |
| WPC-1133 | ジョゼフ・ドイル USCGC Joseph Doyle                           | ボリンジャー造船所 | 2019年3月21日  | 2019年6月8日   | プエルトリコ                                | 就役中 |
| WPC-1134 | ウィリアム・ハート USCGC William Hart                         | ボリンジャー造船所 | 2019年5月23日  | 2019年9月26日  | ハワイ州 ホノルル                           | 就役中 |
| WPC-1135 | アンジェラ・マクシャン USCGC Angela McShan                    | ボリンジャー造船所 | 2019年8月1日   | 2019年10月26日 | ニュージャージー州 ケープメイ               | 就役中 |
| WPC-1136 | ダニエル・ター USCGC Daniel Tarr                              | ボリンジャー造船所 | 2018年11月7日  | 2019年1月10日  | テキサス州 ガルベストン                     | 就役中 |
| WPC-1137 | エドガー・カルバートソン USCGC Edgar Culbertson               | ボリンジャー造船所 | 2020年2月6日   | 2020年6月11日  | テキサス州 ガルベストン                     | 就役中 |
| WPC-1138 | ハロルド・ミラー USCGC Harold Miller                          | ボリンジャー造船所 | 2020年4月2日   | 2020年7月15日  | テキサス州 ガルベストン                     | 就役中 |
| WPC-1139 | マートル・アザール USCGC Myrtle Hazard                        | ボリンジャー造船所 | 2020年5月28日  | 2021年7月29日  | グアム                                      | 就役中 |
| WPC-1140 | オリヴァー・ヘンリー USCGC Oliver Henry                       | ボリンジャー造船所 | 2020年7月30日  | 2021年7月29日  | グアム                                      | 就役中 |
| WPC-1141 | チャールズ・モールスロップ USCGC Charles Moulthrop            | ボリンジャー造船所 | 2020年10月22日 | 2021年1月21日  | バーレーン マナーマ                         | 就役中 |
| WPC-1142 | ロバート・ゴールドマン USCGC Robert Goldman                   | ボリンジャー造船所 | 2020年12月21日 | 2021年3月12日  | バーレーン マナーマ                         | 就役中 |
| WPC-1143 | フレデリック・ハッチ USCGC Frederick Hatch                    | ボリンジャー造船所 | 2021年2月10日  | 2021年7月29日  | グアム                                      | 就役中 |
| WPC-1144 | グレン・ハリス USCGC Glenn Harris                             | ボリンジャー造船所 | 2021年4月22日  | 2021年8月6日   | バーレーン マナーマ                         | 就役中 |
| WPC-1145 | エムレン・タネル USCGC Emlen Tunnell                          | ボリンジャー造船所 | 2021年7月1日   | 2021年10月15日 | バーレーン マナーマ                         | 就役中 |
| WPC-1146 | ジョン・シュールマン USCGC John Scheuerman                    | ボリンジャー造船所 | 2021年10月21日 | 2022年2月23日  | バーレーン マナーマ                         | 就役中 |
| WPC-1147 | クラレンス・サットフィン・ジュニア USCGC Clarence Sutphin Jr. | ボリンジャー造船所 | 2022年1月6日   | 2022年4月21日  | バーレーン マナーマ                         | 就役中 |
| WPC-1148 | パブロ・バルネ USCGC Pablo Valent                             | ボリンジャー造船所 | 2022年3月17日  | 2022年5月11日  | フロリダ州 セントピーターズバーグ           | 就役中 |
| WPC-1149 | ダグラス・デンマン USCGC Douglas Denman                       | ボリンジャー造船所 | 2022年5月26日  | 2022年9月28日  | アラスカ州 ケチカン                         | 就役中 |
| WPC-1150 | ウィリアム・チャドウィック USCGC William Chadwick             | ボリンジャー造船所 | 2022年8月4日   | 2022年11月10日 | マサチューセッツ州 ボストン                 | 就役中 |
| WPC-1151 | ウォーレン・デヤンパート USCGC Warren Deyampert               | ボリンジャー造船所 | 2022年12月22日 | 2023年3月30日  | マサチューセッツ州 ボストン                 | 就役中 |
| WPC-1152 | モーリス・ジェスター USCGC Maurice Jester                     | ボリンジャー造船所 | 2023年3月2日   | 2023年6月2日   | マサチューセッツ州 ボストン                 | 就役中 |
| WPC-1153 | ジョン・パターソン USCGC John Patterson                       | ボリンジャー造船所 | 2023年5月11日  | 2023年8月10日  | マサチューセッツ州 ボストン                 | 就役中 |
| WPC-1154 | ウィリアム・スパーリング USCGC William Sparling               | ボリンジャー造船所 | 2023年7月20日  | 2023年10月19日 | マサチューセッツ州 ボストン                 | 就役中 |
| WPC-1155 | メルビン・ベル USCGC Melvin Bell                              | ボリンジャー造船所 | 2023年11月16日 | 2024年3月28日  | マサチューセッツ州 ボストン                 | 就役中 |
| WPC-1156 | デイヴィッド・デューレン USCGC David Duren                    | ボリンジャー造船所 | 2024年3月14日  | 2024年6月27日  | オレゴン州 アストリア                       | 就役中 |
| WPC-1157 | フローレンス・フィンチ USCGC Florence Finch                   | ボリンジャー造船所 | 2024年6月13日  | 2024年10月24日 | オレゴン州 アストリア                       | 就役中 |
| WPC-1158 | ジョン・ウィザースプーン USCGC John Witherspoon               | ボリンジャー造船所 | 2024年11月7日  | 2025年4月3日   | アラスカ州 コディアック                     | 就役中 |
| WPC-1159 | アール・カニンガム USCGC Earl Cunningham                      | ボリンジャー造船所 | 2025年3月6日   | 2025年8月11日  | アラスカ州 コディアック                     | 就役中 |
| WPC-1160 | USCGC Frederick Mann                                          | ボリンジャー造船所 |                |                | 建造中                                      |        |
| WPC-1161 | USCGC Olivia Hooker                                           | ボリンジャー造船所 |                |                | 建造中                                      |        |
| WPC-1162 | USCGC Vincent Danz                                            | ボリンジャー造船所 |                |                | 建造中                                      |        |
| WPC-1163 | USCGC Jeffery Pallazo                                         | ボリンジャー造船所 |                |                | 建造中                                      |        |
| WPC-1164 | USCGC Marvin Perrett                                          | ボリンジャー造船所 |                |                | 建造中                                      |        |